# إسحاق أوستن
إسحاق أوستن (بالإنجليزية: Isaac Austin)‏ مواليد 18 أغسطس 1969 في غريدلي، هو لاعب كرة سلة أمريكي معتزل أصبح مدرباً بدأ مسيرته الاحترافية في سنة 1991. تم اختياره من قبل فريق يوتا جاز خلال الدرافت. يبلغ طوله 6 قدم 10 بوصة (2.1 م). اعتزل اللعب في 2004. أحرز خلال مسيرته في الإن بي إيه 3285 نقطة بمعدل 7.6 نقاط في المباراة الواحدة.

## المسيرة الاحترافية
لعب مع يوتا جاز من سنة 1991 إلى 1993، ثم لعب مع فيلادلفيا سفنتي سيكسرز في سنة 1994، ثم لعب مع ميامي هيت من سنة 1996 إلى 1998، ثم لعب مع لوس أنجلوس كليبرز في سنة 1999، ثم لعب مع أورلاندو ماجيك في سنة 1999، ثم لعب مع واشنطن ويزاردز في سنة 2000.

## روابط خارجية
- إسحاق أوستن على موقع إن بي أي (الإنجليزية)
- إسحاق أوستن على موقع سبورتس رفرنس (الإنجليزية)
- إسحاق أوستن على موقع كرة السلة الأوروبية.كوم (الإنجليزية)
- إسحاق أوستن على موقع كلية كرة السلة في سبورتس رفرنس.كوم (الإنجليزية)
- إسحاق أوستن على موقع ريلجم (الإنجليزية)
- إسحاق أوستن على موقع بروبوليرز (الإنجليزية)
- إسحاق أوستن على موقع سبورتس رفرنس (الإنجليزية)